# Trethon Judit
Trethon Judit (Budapest, 1951. október 3. – 2008. május 4.) sci-fi-író, szerkesztő, filmtörténész.
A Galaktika szerkesztőjeként is dolgozott. Nagyban hozzájárult a műfaj hazai népszerűsítéséhez, a témában széles körű ismeretekkel rendelkezett. Számos regényt és novellát írt, és még több esetben szerkesztőként működött közre mások műveinek kiadásában. A Szefantor sci-fi tábor névadója és állandó előadója. A tudományos fantasztikum mellett a filmtörténet volt a másik szakterülete.

## Életpályája
Már 15-16 éves korában sci-fi könyveket olvasott, kezdetben főleg Verne és Lem műveit. 1968-ban lépett be a MTESZ sci-fi klubjába, mint a legfiatalabb tag. Elvileg egy évvel a korhatár alatt volt, de a klub titkára, Tóth Árpád engedélyezte a fiatal lány belépését. Később maga is a már a TIT (Tudományos Ismeretterjesztő Társulat) sci-fi klubjává alakult szervezet titkára lett. Fordítani kezdett külföldi műveket, valamint számos könyvkritikát, filmes anyagot, cikket írt. Jelen volt a sci-fi műfaj fontosabb médiumaiban és a fontosabb tematikus rendezvényeken. Alapító tagja volt az 1972-ben, Triesztben létrehozott Európai Sci-Fi Társaságnak. Bár az 1974-ben pénzügyminiszter-helyettessé kinevezett Trethon Ferenc lánya volt, saját bevallása szerint azért nem jelentkezett egyetemre, mert a neve miatt protekciósan fölvették volna.
1987-től Kuczka Péter mellett a Galaktika szerkesztőjeként tevékenykedett, de a viszonyuk megromlott ezért 1990-ben otthagyta a szerkesztőséget, és elindította a Griff könyvsorozatot. A témában működő főbb kiadókkal együtt dolgozott és a Nulladik típusú találkozások című televíziós műsort közösen vezette Déri Jánossal. Fordításai között megtalálhatók fantasy és ezoterikus művek is.
A Star Treket és a Star Warst utálta. Akik hatottak rá, azok ennek az irodalmi műfajnak az elvont, mély írói voltak: Asimov, Bradbury, Lem, Zsoldos, Chrichton, Paul Anderson, Artur Clarke, H. W. Franke, Botond-Bolics, a Sztrugackíj Fivérek, Ph. K. Dick, Sheckley.[forrás?]
Írói álnevét, a Szöllősi Vilmát nagyanyja lánykori neve után választotta.
1998-tól, az alapítástól az Avana Egyesület által létrehozott Zsoldos Péter-díj zsűrijének vezetője volt (2005-ig), amely a legjobb hazai sci-fi regényeket és novellákat díjazta. 2004-től havi rendszerességgel sci-fi klubsorozatot szerkesztett és vezetett a Rátkai Márton klubban.
2008. május 4-én hunyt el közlekedési balesetben, Lajosmizse közelében. Apja 4 évvel később hunyt el.

## Művei
- Kozmosz science fiction kiadványok bibliográfia; összeáll. Trethon Judit; Kozmosz Könyve, Bp., 1985
- Schalk Gyula–Trethon Judit: Az UFO-k titka; TIT Planetárium, Bp., 1986 (Planetáriumi füzetek)
- Téren és időn túl...; vál., szerk. Trethon Judit, ford. Haraszti Luca et al.; World SF Magyar Tagozat, Bp., 1988 (Science fiction történetek)
- Science fiction bibliográfia. Kozmosz fantasztikus könyvek, Metagalaktika, Robur, Galaktika antológia és folyóirat; összeáll. Trethon Judit; 2. bőv. kiad.; Móra, Bp., 1989
- És akkor jöttek az UFO-k... Magyarországra; szerk. Tarpai S. Anikó, Trethon Judit; Kolibri, Bp., 1990
- És akkor jöttek az UFO-k III.; szerk. Trethon Judit; Kolibri, Bp., 1991
- A találkozás. Sci-fi novellák; összeáll. Trethon Judit; Pharma Press, Bp., 1997 (IPM könyv)
- Félszáz mondat Budapestről; szövegvál. Trethon Judit, fotó Németh Andrea, szerk. Köves József; K. u. K., Bp., 1999 (angolul, németül, olaszul is)
- Nagy szerelmi horoszkóp; Ringier, Bp., 2004

## Emlékezete
2011-ben létrehozták a Trethon Judit-emlékgyűrűt, amellyel a fantasztikum legjobb fordítóit díjazzák.

## Külső hivatkozások
- Trethon Judit Emlékgyűrű Archiválva 2011. november 10-i dátummal a Wayback Machine-ben
- Szerzői adatlapja a Molyon